# Wypowiedź dyrektywalna
Wypowiedź dyrektywalna (dyrektywna, powinnościowa) - nie wypowiada się na temat tego, jak jest, ale na temat tego, jak ktoś powinien się zachować, przy czym może ona to robić w sposób mniej lub bardziej stanowczy. 
Wypowiedziom dyrektywalnym nie da się raczej przypisać wartości prawdy lub fałszu. Można je za to uznawać za słuszne bądź niesłuszne, wiążące bądź niewiążące albo obowiązujące lub nieobowiązujące - tj. będąc w zgodzie ze stanowiskiem nonkognitywistycznym/akognitywistycznym. 
Wśród wypowiedzi dyrektywalnych można wyróżnić:
- rozkazy,
- polecenia,
- zasady,
- dyrektywy,
- normy,
- reguły,
- wytyczne,
- zalecenia,
- rekomendacje,
- wskazówki,
- dobre rady,
- sugestie,
- prośby[2].

Od wypowiedzi dyrektywalnych trzeba odróżnić tzw. dyrektywy (normy) techniczne (instrumentalne, celowościowe, teleologiczne, praktyczne), które wskazują sposób, w jaki mamy postąpić, aby osiągnąć dany skutek (cel) w świecie fizycznym, i którym można przypisać wartości prawdy lub fałszu.
Uzasadnieniem formułowania poszczególnych wypowiedzi dyrektywalnych mogą być oceny, a dyrektyw technicznych wypowiedzi opisowe, jakie stwierdzają występowanie pewnych prawidłowości w świecie fizycznym.